# Araneus uyemurai
Araneus uyemurai este o specie de păianjeni din genul Araneus, familia Araneidae, descrisă de Yaginuma, 1960. Conform Catalogue of Life specia Araneus uyemurai nu are subspecii cunoscute.